# Produits agroalimentaires traditionnels de la Vallée d'Aoste
Les Produits agroalimentaires traditionnels de la Vallée d'Aoste reconnus par le Ministère italien des Politiques agricoles, alimentaires et forestières, sur la proposition du gouvernement de la région autonome Vallée d'Aoste sont présentés dans la liste qui suit. La dernière mise à jour est du 19 juin 2007, date de la dernière révision des PAT (Produits agroalimentaires traditionnels).
| N° | Définition                                   | Catégorie | Secteur                                                               |
| -- | -------------------------------------------- | --------- | --------------------------------------------------------------------- |
| 1  | Génépy                                       | PAT       | Boissons alcoolisées, distillats et liqueurs                          |
| 2  | Ratafia                                      | PAT       | Boissons sans alcool[réf. nécessaire], distillats et liqueurs         |
| 3  | Boudins valdôtains                           | PAT       | Viande ou abats frais et leur préparation                             |
| 4  | Motsetta                                     | PAT       | Viande ou abats frais et leur préparation                             |
| 5  | Jambon à la braise de Saint-Oyen             | PAT       | Viande ou abats frais et leur préparation                             |
| 6  | Saoucesses (saucisses)                       | PAT       | Viande ou abats frais et leur préparation                             |
| 7  | Teteun                                       | PAT       | Viande ou abats frais et leur préparation                             |
| 8  | Tseur achètaye (viande assise)               | PAT       | Viande ou abats frais et leur préparation                             |
| 9  | Brossa                                       | PAT       | Fromages                                                              |
| 10 | Fromage de chèvre à pâte molle               | PAT       | Fromages                                                              |
| 11 | Fromage de brebis à pâte pressée             | PAT       | Fromages                                                              |
| 12 | Fromages mixte                               | PAT       | Fromages                                                              |
| 13 | Réblèque                                     | PAT       | Fromages                                                              |
| 14 | Réblec de crama                              | PAT       | Fromages                                                              |
| 15 | Salignon                                     | PAT       | Fromages                                                              |
| 16 | Séras                                        | PAT       | Fromages                                                              |
| 17 | Tomme de Gressoney                           | PAT       | Fromages                                                              |
| 18 | Pommes Golden Delicious de la Vallée d'Aoste | PAT       | Produits végétaux à l'état naturel ou transformés                     |
| 19 | Pommes reinettes de la Vallée d'Aoste        | PAT       | Produits végétaux à l'état naturel ou transformés                     |
| 20 | Pan nèr (pain noir)                          | PAT       | Confiseries, pâtisseries, produits de boulangerie ou de biscuiterie   |
| 21 | Beurro (beurre)                              | PAT       | Beurre, margarine, huiles                                             |
| 22 | Beurro coulò (beurre coulé)                  | PAT       | Beurre, margarine, huiles                                             |
| 23 | Beurro de brossa (beurre de brossa)          | PAT       | Beurre, margarine, huiles                                             |
| 24 | Beurre purifié de sérum                      | PAT       | Beurre, margarine, huiles                                             |
| 25 | Huile de noix                                | PAT       | Beurre, margarine, huiles                                             |
| 26 | Miel de tsatagni (miel de châtaignier)       | PAT       | Produits d'origine animale (miel, produits fromagers, sauf le beurre) |
| 27 | Miel de framicllio (miel de rhododendron)    | PAT       | Produits d'origine animale (miel, produits fromagers, sauf le beurre) |
| 28 | Miel de fleurs de montagne                   | PAT       | Produits d'origine animale (miel, produits fromagers, sauf le beurre) |
| 29 | Lasé                                         | PAT       | Produits d'origine animale (miel, produits fromagers, sauf le beurre) |

## Galerie d'images

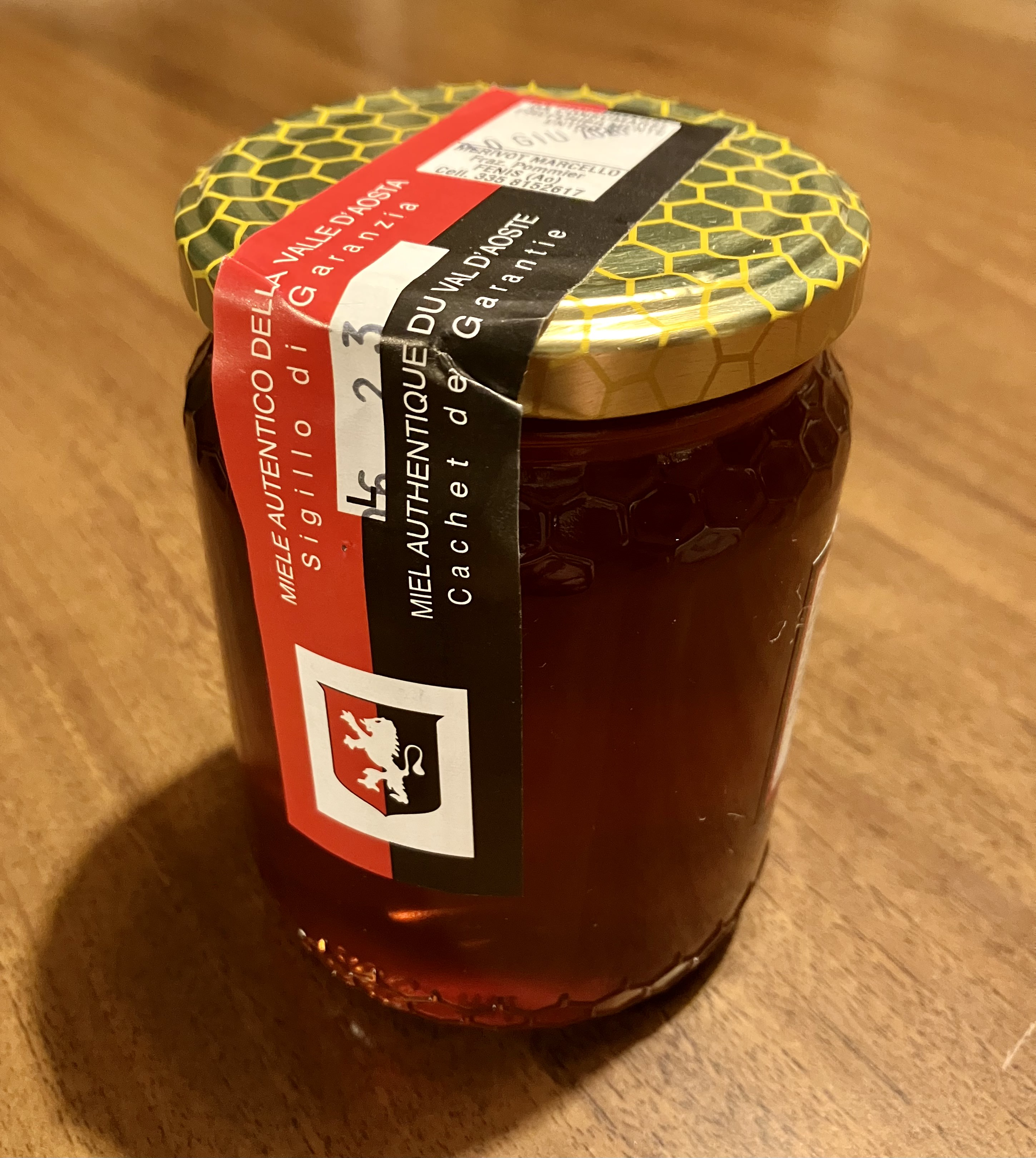
Un pot de miel valdôtain.
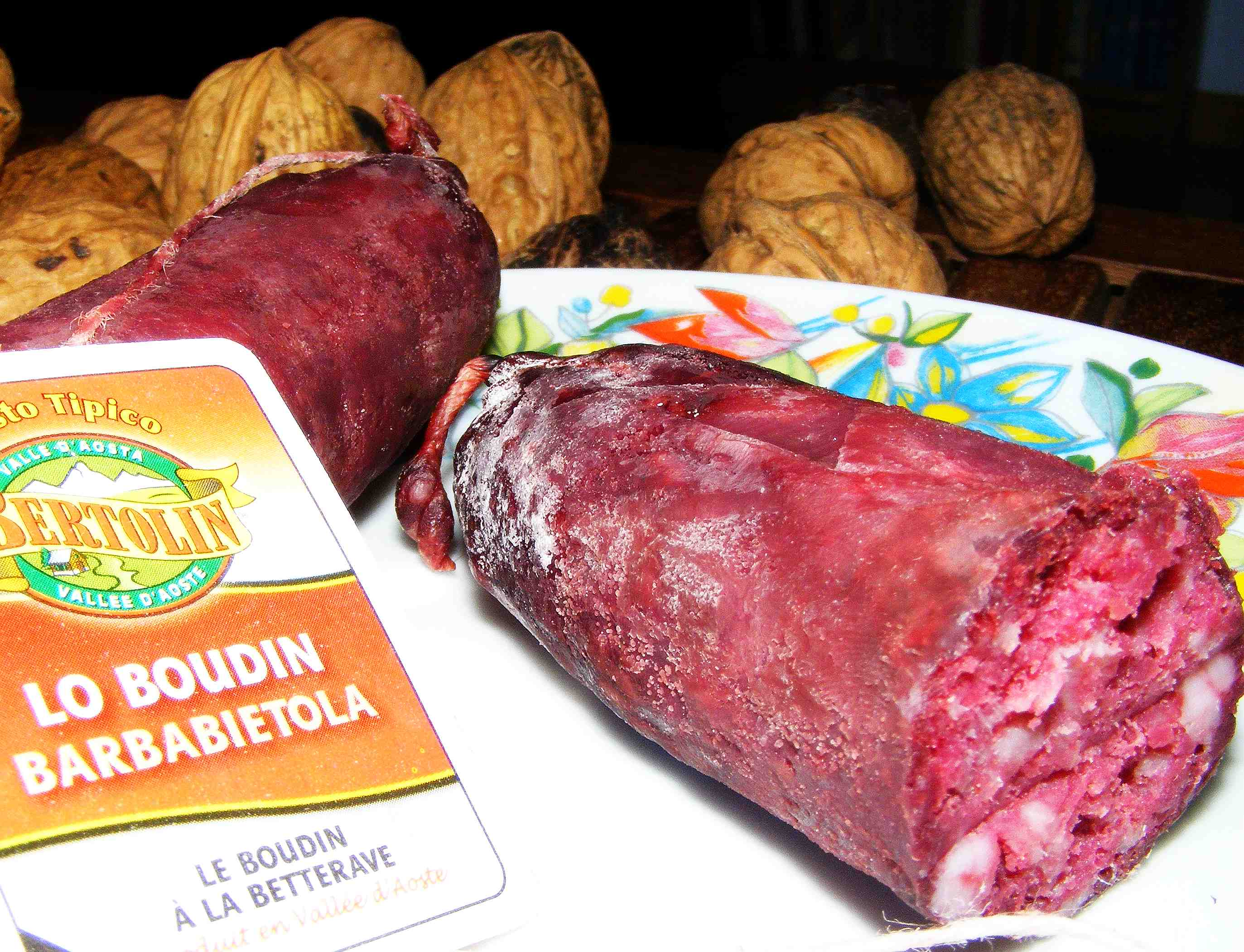
Des boudins valdôtains.
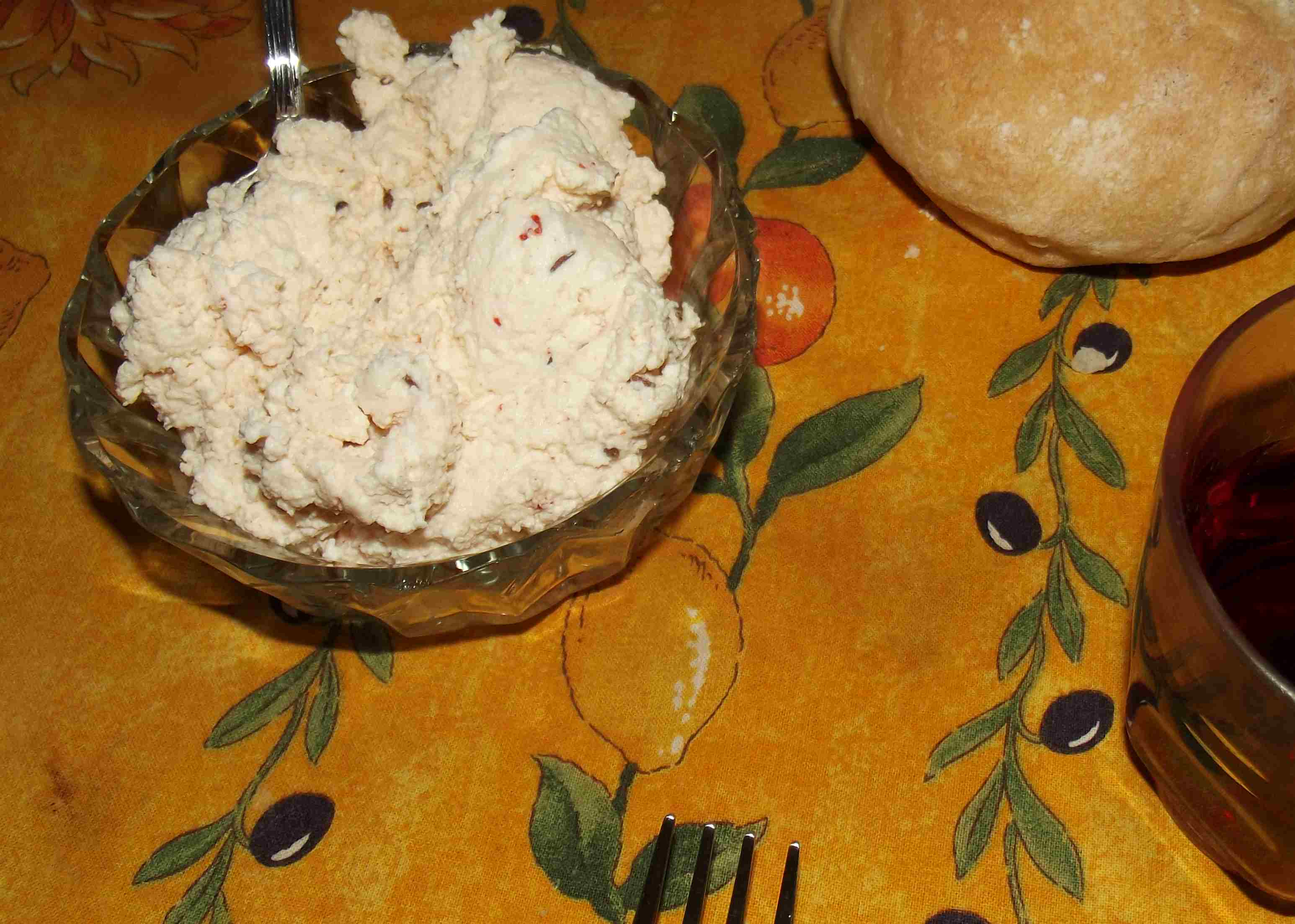
Du salignon.